# Jean-Bosco Barayagwiza
Jean-Bosco Barayagwiza (Mutura, Gisenyi, 1950 – Porto Novo, 25 d'abril de 2010) va ser un diplomàtic ruandès i el president del comitè executiu de l'emissora de ràdio ruandesa Radio Télévision Libre des Mille Collines des de 1993 i durant el genocidi de Ruanda de 1994.
Barayagwiza va ser membre fundador del partit extremista hutu Coalició per la Defensa de la República. També fou director i encarregat de les qüestions polítiques al Ministeri d'Afers Exteriors de Ruanda. El 1995 va publicar Le sang hutu est-il rouge ? on va exposar les seves tesis extremistes.
Va ser arrestat a Camerun el 1996 a petició de Ruanda. el Tribunal de Yaoundé va rebutjar l'extradició l'any següent, amb el motiu principal que encara no era acusat pel fiscal del Tribunal Penal Internacional per a Ruanda (TPIR). El novembre de 1999, però, fou finalment transferit al TPIR, mentre estava sota detenció preventiva a Camerun durant onze mesos, per violacions dels drets de la defensa.
Va ser acusat pel Tribunal Penal Internacional per a Ruanda el 23 d'octubre del 2000, juntament amb el co-líder Ferdinand Nahimana i Hassan Ngeze, director i editor del diari Kangura. Barayagwiza va ser defensat inicialment per l'advocada canadenca Mrs. Marchessault i l'advocat estatunidenca Danielson. Quan es van retirar els dos advocats, Barayagwiza va ser defensat durant tot el procés, fins a la sentència de primera instància, per l'advocat italià Giacomo Barletta Caldarera, fins ara l'únic advocat italià que ha actuat com a advocat defensor en un Tribunal Internacional de les Nacions Unides. Barayagwiza es va negar a participar en el judici, al·legant que els jutges no eren imparcials.
Després de la seva condemna el 3 de desembre de 2003 a 35 anys de presó (va ser sentenciat a 27 anys, donat el seu temps ja passat en captivitat), va anunciar que apel·lava la sentència. Va ser assignat a Donald Herbert i Tanoo Mylvaganam com a nous defensors el 30 de novembre de 2004. Alfred Pognon va ser anomenat com a advocat defensor "adjunt" al Sr. Barletta Caldarera. El seu últim recurs va ser rebutjat pel Tribunal Penal Internacional per a Ruanda el 22 de juny de 2009.
Va morir el 25 d'abril de 2010 a les 6:22 a Porto Novo (República de Benín) a causa d'un cas avançat d'hepatitis C. La seva família va informar que se li va negar un tractament adequat. Durant el seu enterrament a Sannois, Val-d'Oise, el metge ruandès Eugene Rwamucyo, buscat per la Interpol per la seva presumpta implicació en el genocidi, va ser arrestat.